# Atletska dvorana Kantrida
Atletska dvorana Kantrida
Lokacija: Kantrida, Rijeka
Arhitekti: Vladi Bralić i Borko Zugan
Suradnici: Marin Franolić, Silvija Lah Lukšić., Drago Bilić, Ivica Šaban, Eduard Vivoda i dr.
Vlasnik: Rijeka sport d.o.o.
Korisnici: Atletski klub Kvarner Autotrans,  Riječki alpinistički klub, Ri Rock Climbing, Športsko društvo Čopalj, Gorska služba spašavanja Rijeka.
Atletska dvorana Kantrida  Arhivirana inačica izvorne stranice od 13. svibnja 2011. (Wayback Machine), koja se nalazi u nalazi u naselju Kantrida u Rijeci, otvorena je u svibnju 2010. godine. U prvom je redu namijenjena treningu atletskih ekipa i organizaciji dvoranskih sportskih natjecanja u atletici, a sastoji se od atletske dvorane i upravne zgrade/atletskog kluba, koje su povezane mostom.

## 1.	Povijest
Radovi na gradnji Atletske dvorane Kantrida  Arhivirana inačica izvorne stranice od 13. svibnja 2011. (Wayback Machine), na mjestu zgrade atletskog kluba, započeli su 22. prosinca 2008. godine. Nakon izvođenja pripremnih radova, 26. siječnja 2009. godine svečanim je polaganjem kamena temeljca označen početak izgradnje novog riječkog sportskog objekta. 
Kamen temeljac položili su gradonačelnik Rijeke Vojko Obersnel i članovi Atletskog kluba Kvarner Autotrans Dragana Marušić i Toni Jonjić, a svečanost je održana uoči prvog Međunarodnog skakačkog mitinga u Rijeci, na kojem je nastupila i svjetski priznata atletičarka Blanka Vlašić. 
Dvorana je svečano otvorena 28. svibnja 2010. godine.
Izgradnja sportske dvorane, bez pratećih sadržaja, stajala je nešto više od 30 milijuna kuna, dok je cjelokupna investicija na izgradnji dvorane, rekonstrukciji atletskog kluba i prelaganju javnog stubišta i drugog iznosila je 38.430.114,69 kuna.

## 2.	Opis objekta

### 2.1.	Polivalentna sportska dvorana
Prvenstveno je namijenjena pripremi/treningu atletskih ekipa i organizaciji dvoranskih sportskih natjecanja u atletici, ali i odvijanju ostalih sportskih i rekreativnih aktivnosti poput rukometa, košarke, tenisa, malog nogometa, aerobika, plesa i dr.  
Na glavnom parteru dvorane obloženom elastičnom tartan atletskom oblogom nalaze se površine za trkačke, skakačke i bacačke atletske discipline. Na parteru je smješteno osam trkačkih staza duljine 60 metara, uređene su površine za discipline troskoka i skoka u dalj i skoka u vis te površine za vježbanje discipline skoka s motkom i bacačkih disciplina. Uz prostor za odvijanje treninga i natjecanja, na sjevernoj strani dvorane, nalazi se galerija s teleskopskim tribinama kapaciteta 330 mjesta i dodatnih 80 stajaćih mjesta.

### 2.2.	Umjetna sportska penjačka stijena
Sa 17 pravaca visine 12 metara visine 12 metara, što je čini najvećom umjetnom stijenom u zatvorenim prostorima u Hrvatskoj.

### 2.3.	Prateći sadržaji:
Svlačionice, dvorana za sastanke, caffe bar, fitness dvorana.
Atletska dvorana Kantrida prilagođena je pristupu osobama smanjene pokretljivosti.

## 3.	Zanimljivosti
Odabirom oblutaka i keramike kao završnog krovnog pokrova nastojao se postići vizualni efekt mreškanja i svjetlucanje morske površine u otvorenoj vizuri koja se preko krova građevine otvara s prometnice koja prolazi iznad objekta prema Riječkom zaljevu.
Ispred zapadnog pročelja novouređene Atletske dvorane Kantrida u svibnju 2011. godine postavljena je skulptura "More" akademskog kipara Ljube de Karine. Skulpturu je Gradu Rijeci poklonila Goranska kiparska radionica Lokve.

## 4.	Natjecanja
Najveće natjecanje do sada održano u Atletskoj dvorani Kantrida je Prvenstvo Hrvatske u atletici u dvorani za seniore/seniorke, održano u siječnju 2011. godine. Ovo se najjače dvoransko prvenstvo u atletici u Hrvatskoj po prvi puta održalo izvan Zagreba.